# San Felices de los Gallegos
San Felices de los Gallegos es un municipio y localidad española de la provincia de Salamanca, en la comunidad autónoma de Castilla y León. Se integra dentro de la comarca de Vitigudino y la subcomarca de El Abadengo. Pertenece al partido judicial de Vitigudino.
Su término municipal está formado por un solo núcleo de población, ocupa una superficie total de 81,43 km² y según los datos demográficos recogidos en el padrón municipal elaborado por el INE en 2020, cuenta con una población de 377 habitantes.
Es de los pueblos destacados del parque natural de Arribes del Duero entre otras cosas por estar declarado conjunto histórico-artístico.

## Geografía
San Felices de los Gallegos se encuentra situado en el noroeste salmantino. Hace frontera con Portugal, al que perteneció breve tiempo tras el tratado de Alcañices de 1297. Dista 105 km de Salamanca capital.
Se integra dentro de la comarca de El Abadengo. Pertenece a la Mancomunidad El Abadengo y al partido judicial de Vitigudino.
Su término municipal se encuentra dentro del parque natural de Arribes del Duero, un espacio natural protegido de gran atractivo turístico.
| Noroeste: Ahigal de los Aceiteros | Norte: Lumbrales        | Nordeste: Olmedo de Camaces         |
| Oeste: Puerto Seguro              |                         | Este: Bañobárez                     |
| Suroeste: Villar de Ciervo        | Sur: Villar de la Yegua | Sureste: Castillejo de Martín Viejo |

## Historia

### Edad Antigua
Antes de la dominación romana de la península ibérica, el territorio del actual San Felices de los Gallegos estaba ocupado por los pueblos vetones que dominaban gran parte de la provincia de Salamanca y que dejaron su huella en los castros que aún se conservan en los parajes de «Castelmau» y «Castillo de Xuan» o «Lombo del Castillo». La ocupación romana que siguió tras la derrota de Viriato, hizo que la actual comarca del Abadengo pasase a formar parte de la provincia romana de la Lusitania, en torno a 123 a. C.[cita requerida]

### Edad Media
El territorio pasó a la dependencia del obispo metropolitano de Mérida durante la dominación visigoda de la península ibérica. Es durante esta época cuando teóricamente se funda el núcleo de San Felices de los Gallegos entre 688 y 690 por gentes dependientes de Félix, obispo de Oporto. Es a esta fundación a quien debería entonces su nombre la localidad: «San Felices» (del genitivo latino Sancti Felicis) por causa de este obispo; y «de los Gallegos» porque los colonos habrían llegado desde la región conocida como Gallaecia, que en esta época incluía todas las tierras situadas al norte del Duero.

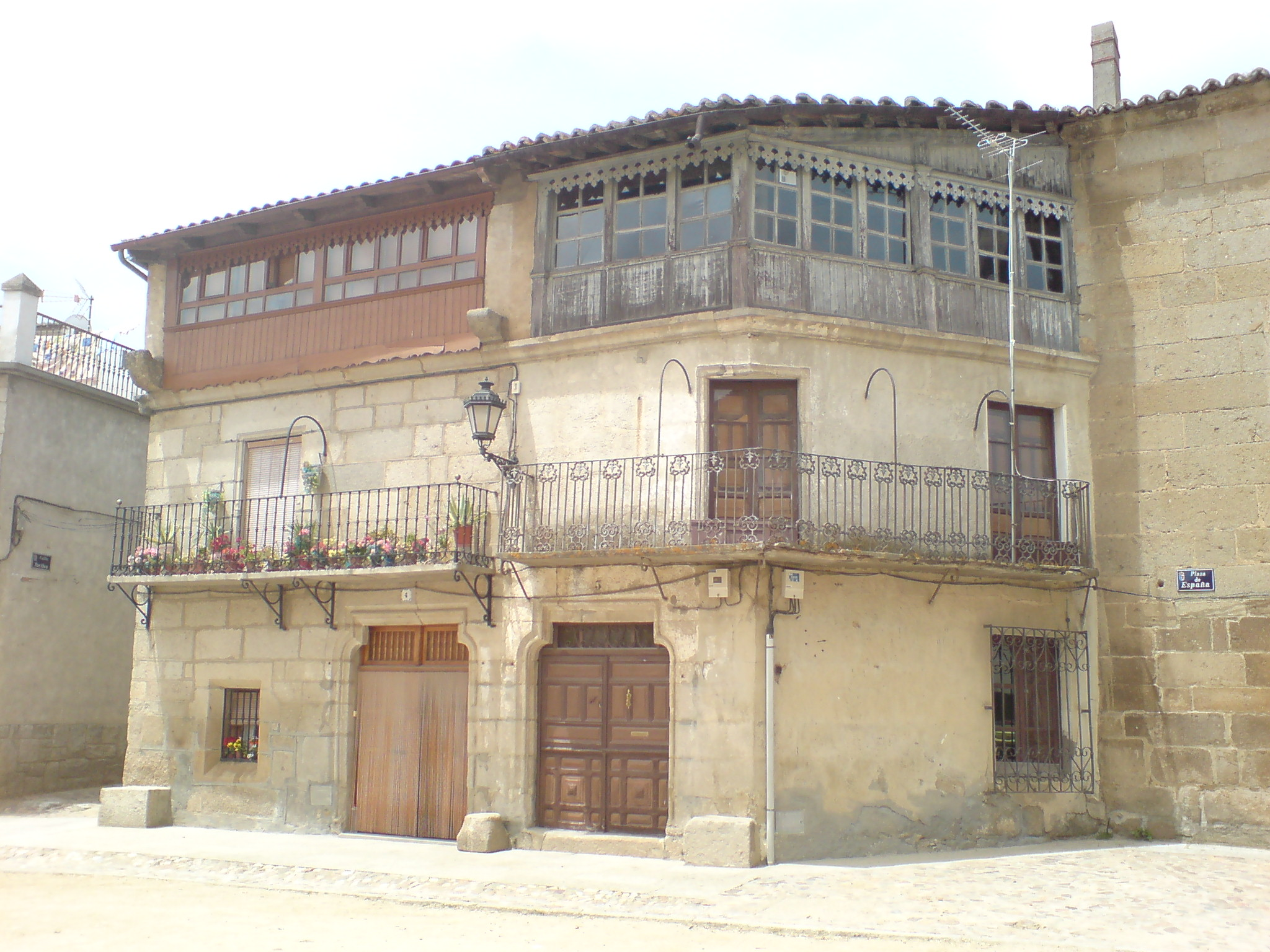
Arquitectura tradicional

En todo caso, y si bien el topónimo «de los Gallegos» se pudo haber originado en aquella colonia de moradores oriundos de Gallaecia fundada por el tal obispo Félix, la evolución histórica de la zona nos podría hacerlo remontar más bien a repoblaciones efectuadas mucho más tarde por los monarcas Alfonso VI y Fernando II de León, repoblaciones que forjaron el grueso de la actual población. Asimismo, los sillares inferiores del primer cerco de la villa apuntarían a una primera repoblación por parte del rey Ramiro II de León en el siglo X.
En 1194 se encontraba en San Felices el rey Alfonso IX de León, tomando la villa cierta importancia con motivo de la donación que el clérigo Pelayo Moro hace al monasterio cisterciense de Santa María de Aguiar, en Figueira de Castelo Rodrigo. Asimismo, en 1291 Sancho IV de Castilla instituyó el Mercado del Lunes, siendo este el primer documento en que San Felices es citado como villa, título con el que se le debió distinguir unos años antes.
Sea como fuere, el verdadero impulso a San Felices de los Gallegos llegó en 1296, cuando el rey Dionisio I de Portugal mandó construir el castillo una vez que sus tropas habían ocupado la localidad, pasó a Portugal de la villa que se confirmó en 1297 en el Tratado de Alcañices. Este acuerdo supuso también la pérdida definitiva por parte del Reino de León del área del Riba-Coa, lo que se tornará decisivo más adelante para San Felices, que se convertirá en fronterizo por dicho motivo.
En 1312 tuvo lugar el litigio entre Dionisio I de Portugal y Fernando IV de Castilla por la posesión de las villas de San Felices, Olivenza y Campomor así como las de Riba-Coa. Pese a la mediación de Jaime II de Aragón, el pleito no se solucionó hasta 1326, cuando San Felices se reintegró en el territorio leonés como dote de la nueva reina en los esponsales entre Alfonso XI de Castilla y María de Portugal, matrimonio celebrado en Alfayates en septiembre de 1328.

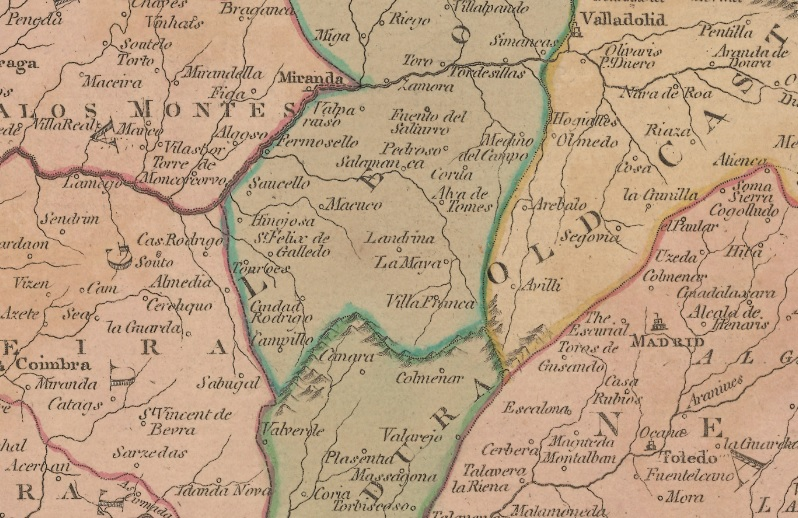
Detalle del mapa A new and accurate map of Spain & Portugal, por A. G. Whitehead, en 1700, en el que aparece San Felices

Tras la muerte de Pedro I "el Cruel", en 1369, estalló un nuevo conflicto entre Enrique II de Trastámara y Fernando I de Portugal, quien cruzó la frontera y tomó la villa de San Felices como parte de sus reivindicaciones sobre el trono castellano-leonés. En 1370 se llegó a un acuerdo entre ambos con un arreglo matrimonial entre la media hermana de Fernando, llamada Beatriz de Portugal y Castro, y el hermano entero de Enrique cuyo nombre era Sancho de Castilla, conde de Alburquerque, y quien pasó a convertirse en el primer señor de San Felices de los Gallegos de su linaje.
A la muerte de este último, se trasladaron a San Felices su viuda Beatriz y su hija Leonor de Alburquerque, II señora de la villa, dándole un nuevo empuje a la misma, que recibió numerosos privilegios y mercedes. En 1380 Beatriz recibió a su exiliado hermano el infante Juan.
La tranquilidad duró pocos años, ya que, con motivo de la Guerra de Sucesión en la Corona de Castilla y León, la villa fue tomada nuevamente por las tropas portuguesas que apoyaban al bando de Juana "la Beltraneja". Tras la victoria del bando isabelino en dicha guerra, San Felices fue entregado por los nuevos monarcas en indemnización a Gracián de Sessé, pero los vecinos, descontentos, se levantaron en armas y pasó a ser un señorío de realengo hasta que la corona se la entregó al duque de Alba, que la gravó con el impuesto de 'El noveno.

### Edad Moderna

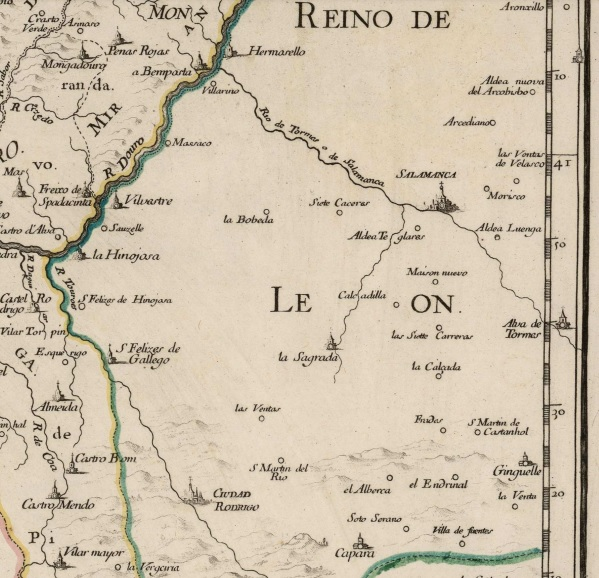
Mapa del año 1666 en el que aparece San Felices de los Gallegos

Como se ha indicado, los Reyes Católicos ceden finalmente San Felices a García Álvarez de Toledo, primer duque de Alba, en 1476, quedando desde entonces bajo el dominio de dicha casa ducal. El mencionado impuesto de El noveno, una carga fiscal dada la nueva situación señorial de San Felices, debió de ser molesta para los habitantes de la Villa, que emprendieron procesos judiciales contra el pago del mismo, como el presentado en 1612 ante la Real Chancillería de Valladolid, sin éxito, o el de 1746, llegando a ponerse freno a algunos abusos del duque, tales como el establecimiento de un estanco ilegal sobre el vino, ciertos abusos de justifica y nombramiento de cargos locales. En cualquier caso, el noveno quedó consagrado hasta el siglo XIX.

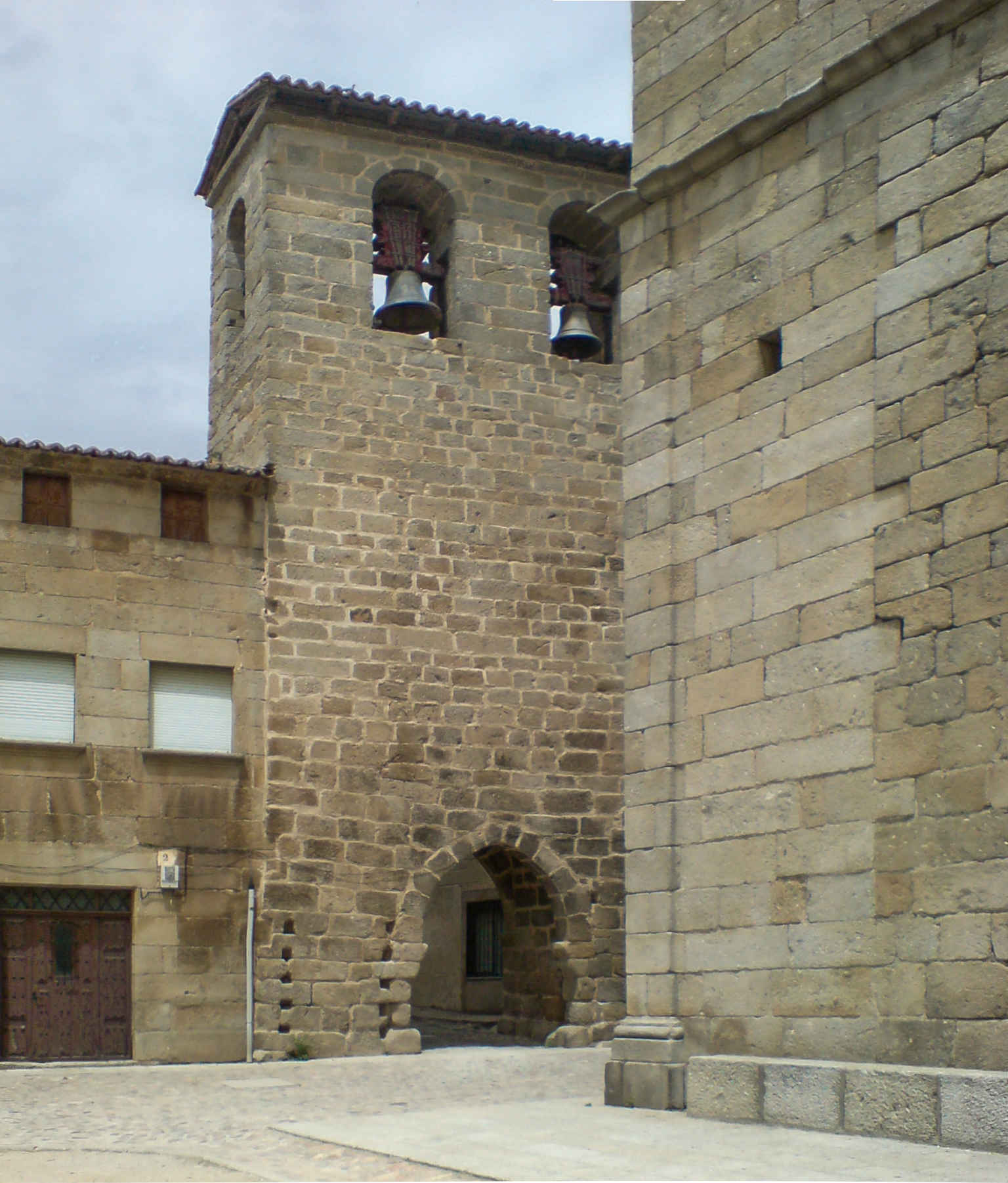
Torre de las campanas

La Guerra de Independencia de Portugal, estallada en 1640, tuvo importantes consecuencias para la zona, con casi tres décadas de saqueos y escaramuzas. En este sentido, San Felices fue un punto clave en los enfrentamientos del duque de Alba con las tropas portuguesas. De San Felices partieron varias expediciones hacia Portugal provocando continuos ataques, contraataques, saqueos a ambos lados de la frontera, robos de ganado, explotación del territorio para el sostenimiento del Ejército... que terminaron por arrasar la economía comarcal, así como los repetidios ataques a la ciudad de San Felices, como el de 1646, que destruyó el puente sobre el río Águeda. Esta situación conflictiva acabó finalmente en 1668, una vez que es reconocida la independencia de Portugal y finaliza con ello dicha guerra.
No obstante, tres décadas después la guerra vuelve a San Felices con la llegada de Felipe V de España en 1700 al trono, que desemboca en la guerra de sucesión española. Desde Portugal entraron en España los ejércitos austracistas. Pese a los movimientos de tropas, la villa resguardada por la orografía no sufrió incursiones directas desde Portugal, como sí ocurrió en tierras en torno al río Águeda y Ciudad Rodrigo, que cayó en 1706 y con ella San Felices, hasta su recuperación en 1707 tras la Batalla de Almansa, después de 17 meses de ocupación portuguesa.

### Edad Contemporánea
El siglo XIX se inicia con un nuevo conflicto bélico, la Guerra de Independencia. En ella San Felices volvió a tener un papel destacado, siendo una de las plazas fuertes en la línea defensiva de la frontera portuguesa contra las tropas francesas. En 1809, el Abadengo, junto a la comarca de Ciudad Rodrigo, cae definitivamente del lado francés, librándose combates en las villas de Lumbrales e Hinojosa.Dentro del territorio de San Felices, en las eras del «Pendón» y «La Pelea» se libraron encarnizadas batallas, que ocasionaron pérdidas de vidas humanas y cuantiosos daños materiales, como el derribo del convento de San Juan de Letrán, parte de la ermita de Jesús Nazareno y el tejado de la ermita de Nuestra Señora de la Luz, si bien la batalla definitiva se libró en el puente sobre el río Águeda, conocido como «de los Franceses» por dicho motivo. Así desde el 15 de marzo de 1809 la villa quedó en manos francesas, sirviendo San Felices de los Gallegos como cuartel general de los franceses en la zona. En 1811, a consecuencia de la batalla de Fuentes de Oñoro regresa Massena a Ciudad Rodrigo y hace que el frente de la guerra vuelva a San Felices, a donde son evacuadas las tropas francesas de Almeida. En 1812, Wellington toma Ciudad Rodrigo, y con ella San Felices, que tras tres años se libera del dominio francés y de la guerra.
Con la división territorial de España de 1833, en la que se crean las actuales provincias, San Felices de los Gallegos queda encuadrado dentro de la Región Leonesa, formada por las provincias de León, Zamora y Salamanca, de carácter meramente clasificatorio, sin operatividad administrativa, que a grandes rasgos vendría a recoger la antigua demarcación del Reino de León (sin Galicia ni Asturias ni Extremadura), pasando a formar parte del partido judicial de Vitigudino en 1834.
La caída del Antiguo Régimen en el siglo XIX y los consiguientes cambios en el derecho señorial llevaron a replantear la cuestión del noveno, a través de un pleito planteado por el boticario José Manzanera Gómez, apoderado de San Felices, Ahigal y Puerto Seguro. En 1837 se inicia un proceso que remata en 1852, cuando finaliza el juicio con la victoria de los pueblos frente al duque de Alba, consagrándose de este modo la liberación de la carga fiscal del noveno. Desde 1864, se celebra la fiesta del Noveno en conmemoración de la liberación del gravamen señorial del duque de Alba durante los meses de mayo, así como en Ahigal de los Aceiteros y Puerto Seguro.

## Demografía
San Felices de los Gallegos cuenta con una población de 350 habitantes (INE 2024).
| Gráfica de evolución demográfica de San Felices de los Gallegos entre 1842 y 2021 |
| |
| Población de derecho según los censos de población del INE Población de hecho según los censos de población del INEEn estos censos se denominaba Sanfelices de los Gallegos: 1857 y 1860 |

Según el Instituto Nacional de Estadística, San Felices tenía, a 31 de diciembre de 2018, una población total de 413 habitantes, de los cuales 214 eran hombres y 199 mujeres. Respecto al año 2000, el censo refleja 645 habitantes, de los cuales 321 eran hombres y 324 mujeres. Por lo tanto, la pérdida de población en el municipio para el periodo 2000-2018 ha sido de 232 habitantes, un 36 % de descenso.
| Gráfica de evolución demográfica de San Felices de los Gallegos entre 2000 y 2023                |
|                                                                                                  |
| Población de derecho (2000-2022) según los censos de población del INE a 1 de enero de cada año. |

## Símbolos

### Escudo
El escudo heráldico que representa al municipio fue aprobado el 11 de abril de 1997 con el siguiente blasón:

Escudo partido. Primero, de azur con dos álamos de plata, puesto en faja, y en el jefe una corona virginal, de oro. Segundo, de plata con un castillo de gules, adarado de plata. Al timbre, la Corona Real Española
Boletín Oficial del Estado n.º 112 de 10 de mayo de 1997

### Bandera
La bandera municipal fue aprobada también el 11 de junio de 1998 con la siguiente descripción textual:

Cuadrada de planta en un todo y brochante del escudo concejil propio y significativo, timbrado con la Corona Real Española cerrada
Boletín Oficial del Estado n.º 168 de 15 julio de 1998

## Administración y política
| Periodo   | Nombre                       | Partido | Partido                                  |
| --------- | ---------------------------- | ------- | ---------------------------------------- |
| 1979-1983 | Ángel López Martín           |         | Unión de Centro Democrático (UCD)        |
| 1983-1987 | Jesús Gómez Morante          |         | Partido Socialista Obrero Español (PSOE) |
| 1987-1991 | Jesús Gajate Tetilla         |         | Alianza Popular (AP)                     |
| 1991-1995 | Jesús Gajate Tetilla         |         | Partido Popular (PP)                     |
| 1995-1999 | Ángel Miguel Cabezas Sánchez |         | Partido Popular (PP)                     |
| 1999-2003 | José Luis Manzanera Muñoz    |         | Partido Popular (PP)                     |
| 2003-2007 | Mª Soledad de Tapia Ribera   |         | Partido Popular (PP)                     |
| 2007-2011 | Jesús Baltasar Gómez Morante |         | Partido Socialista Obrero Español (PSOE) |
| 2011-2015 | Jesús Bernardo Gajate Cubero |         | Partido Popular (PP)                     |
| 2015-2023 | Francisco de la Cruz Suárez  |         | Partido Popular (PP)                     |

| Partido político                         | 2023  | 2023  | 2023       | 2019  | 2019  | 2019       | 2015  | 2015  | 2015       | 2011  | 2011  | 2011       | 2007  | 2007  | 2007       | 2003  | 2003  | 2003       |
| Partido político                         | %     | Votos | Concejales | %     | Votos | Concejales | %     | Votos | Concejales | %     | Votos | Concejales | %     | Votos | Concejales | %     | Votos | Concejales |
| Partido Popular (PP)                     | 65,00 | 156   | 5          | 56,67 | 153   | 4          | 61,99 | 181   | 5          | 55,47 | 208   | 4          | 44,30 | 202   | 3          | 57,36 | 269   | 5          |
| Partido Socialista Obrero Español (PSOE) | 32,50 | 78    | 2          | 41,48 | 112   | 3          | 33,90 | 99    | 2          | 42,40 | 159   | 3          | 54,39 | 248   | 4          | 29,85 | 240   | 2          |
| Salamanca Importa (Salamanca Sí)         | 1,25  | 3     | 0          | —     | —     | —          | —     | —     | —          | —     | —     | —          | —     | —     | —          | —     | —     | —          |
| Unión del Pueblo Salmantino (UPSa)       | —     | —     | —          | —     | —     | —          | —     | —     | —          | —     | —     | —          | —     | —     | —          | 10,02 | 47    | 0          |

El alcalde de San Felices de los Gallegos no recibe ningún tipo de prestación económica por su trabajo al frente del Ayuntamiento (2017).

## Cultura

### Patrimonio

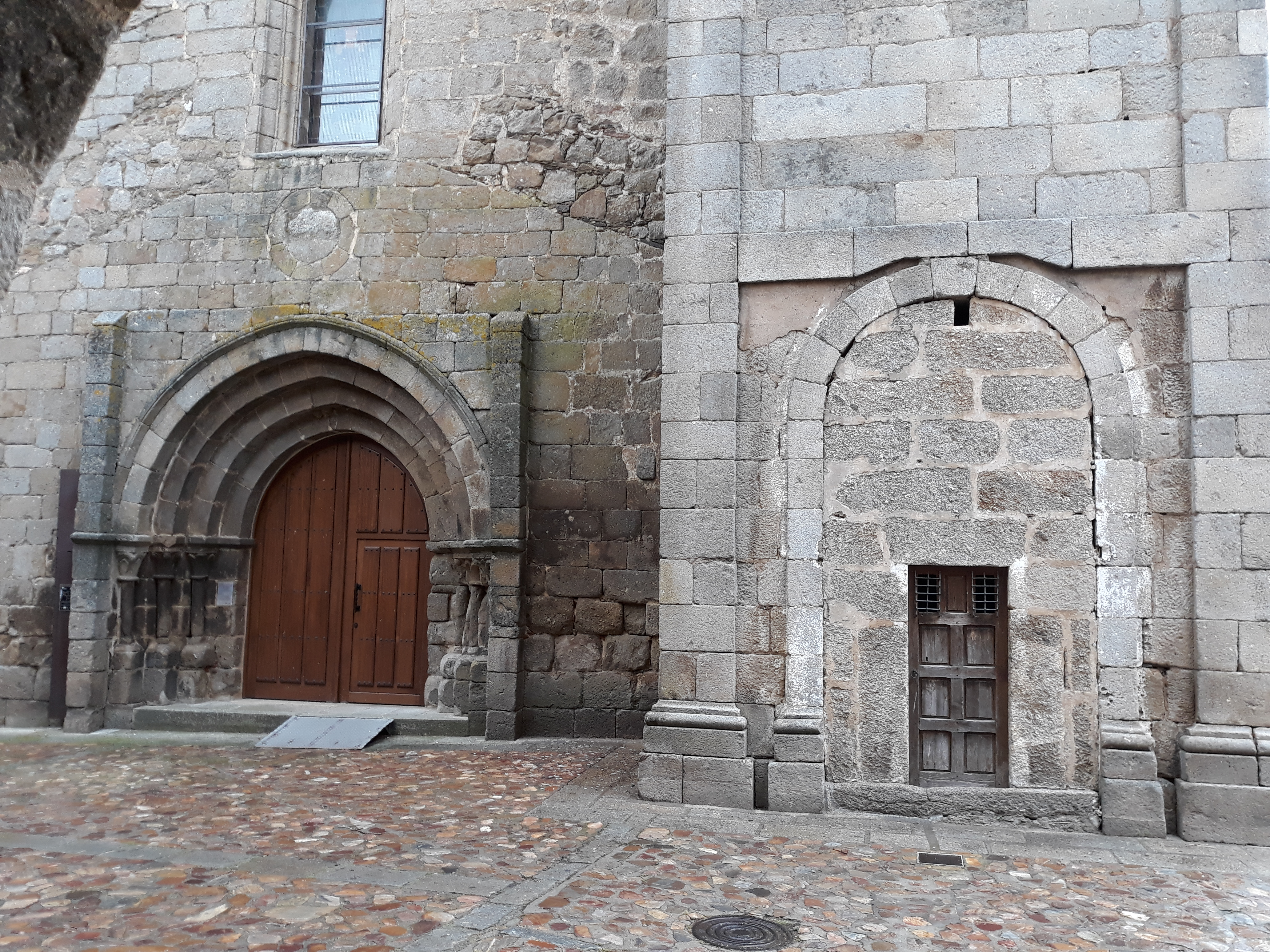
Fachada de la iglesia de Nuestra Señora Entre Dos Álamos

- El Castillo es el monumento histórico más destacado. Destaca la torre del homenaje, rehabilitada a finales de la década de 1990 y que, actualmente, alberga un centro de interpretación en el que se recoge la historia del pueblo.[37] Junto a ella se conservan una buena parte de las murallas con almenas pertenecientes al Castillo edificado a finales del siglo XIII y principios del XIV, además de varios arcos de entrada a la población, casas blasonadas, puentes medievales, fuentes, un hospital del siglo XVI y más edificaciones que constatan la importancia de esa villa en aquella época.[38]

- El pueblo cuenta con numerosos monumentos de interés, como la iglesia parroquial de Nuestra Señora Entre Dos Álamos del siglo XVI, la ermita del Rosario, la ermita del Divino Cordero y la ermita de los Remedios.[38] Entre estos edificios religiosos destaca la ermita del Divino Cordero, cuya imagen del Jesús Nazareno suscita un amplio fervor popular entre los habitantes del pueblo y la comarca del Abadengo, así como en el vecino Portugal. Además en el centro del pueblo se ubica un convento de clausura de las RR. MM. Agustinas, con su propia iglesia. Llama la atención el campanario, separado de la iglesia principal.

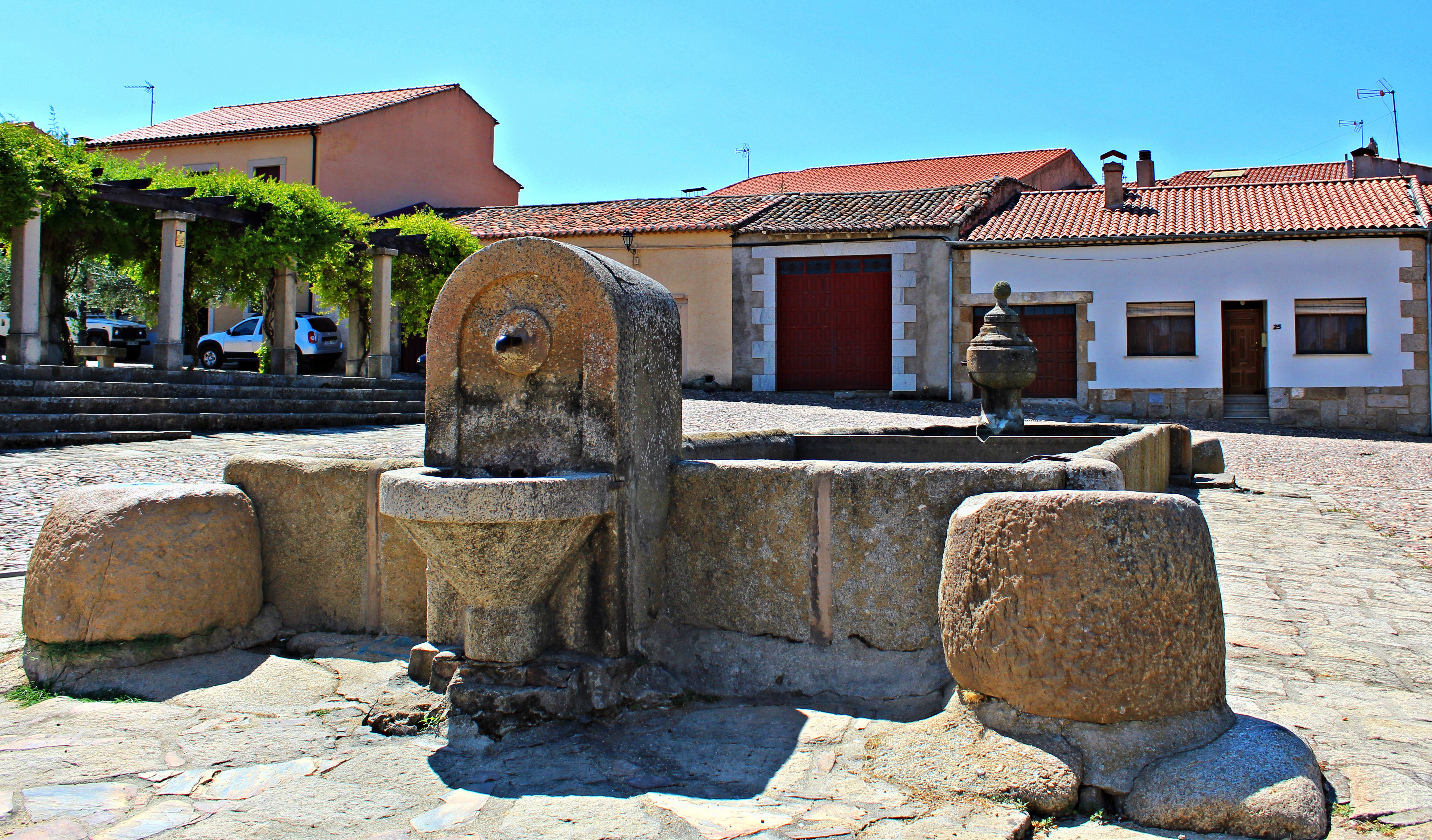
Fuente

- Hay que añadir la escultura vetona del verraco denominado «Burro de san Antón».[9]

- Además del castillo o torre del homenaje se pueden visitar el Museo del Aceite[39] y el Museo de la Cantería, parque temático en honor a la tradición de canteros de la localidad.[40]

- Mirador de la Mesa del Conde.[41]

### Fiestas
- Las fiestas del pueblo son la Santa Cruz (primer fin de semana de mayo).[42]

- Corpus Christi (fecha variable).[42]

- El Noveno, declaradas de Interés Turístico Regional (segundo fin de semana de mayo) que conmemoran la exención del pago de los habitantes de la Villa de San Felices de los Gallegos, Ahigal de los Aceiteros y Barba de Puerco (hoy Puerto Seguro), de una novena parte de sus cosechas a la casa de Alba, sentencia ganada en mayo de 1852.[42]